# Kirchweddelbach
Der Kirchweddelbach (manchmal auch plattdeutsch als Karkweddelbach bezeichnet) ist ein Nebenfluss der Stör im Naturpark Aukrug in Schleswig-Holstein. Der Fluss hat eine Länge von ca. 5,5 km, entspringt südöstlich von Hennstedt und mündet südlich von Rade bei Störkathen in die Stör. 
Am Oberlauf werden auf einer 22 Hektar großen Fläche der Schrobach-Stiftung im Rahmen eines Naturschutzprojektes Heckrinder gehalten.

## Bilder

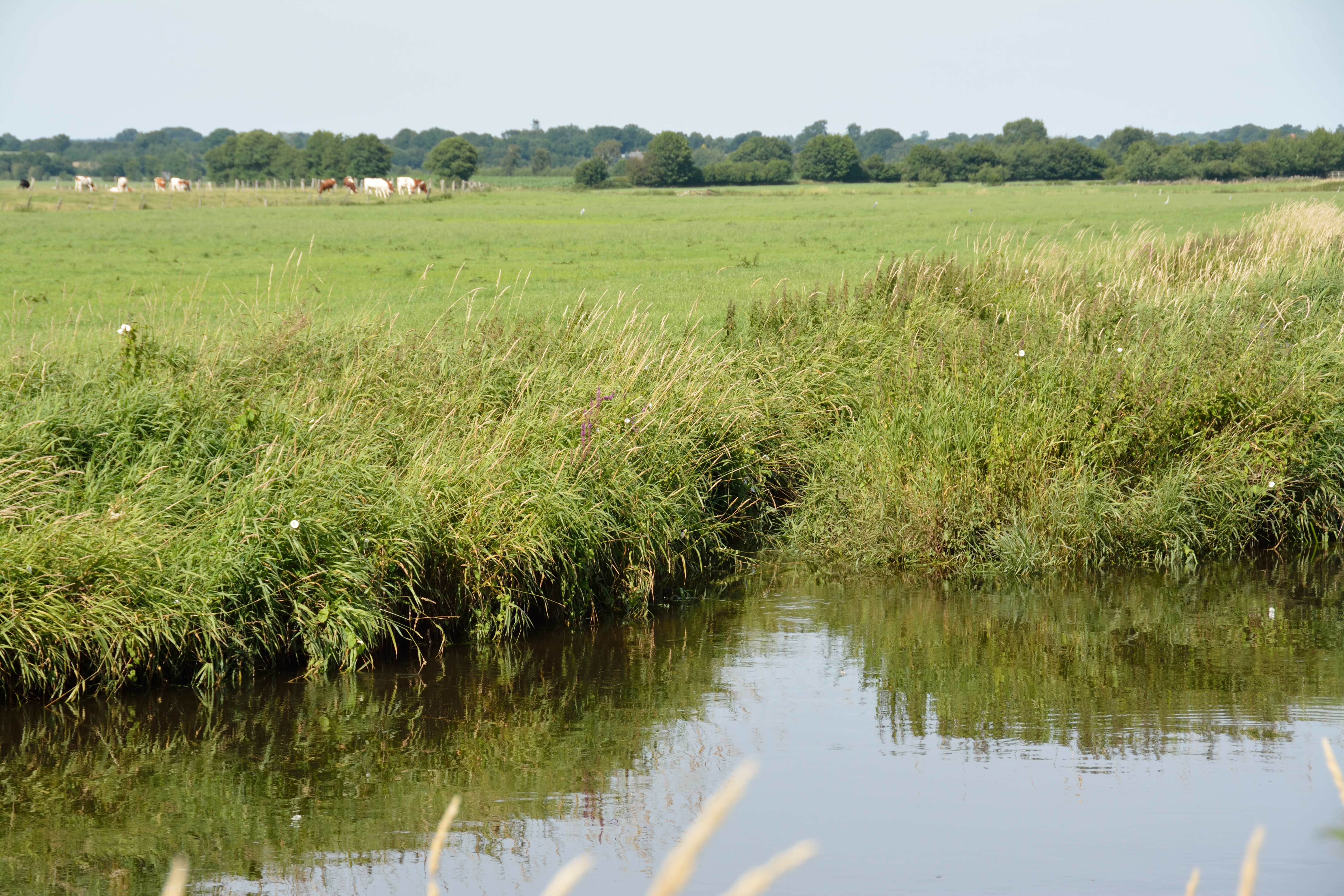
Die Mündung in die Stör